# Elektrische installatie
Een elektrische installatie is het bij elkaar horende geheel van elektrische apparaten, aansluitingen en verbindingen, die zich kunnen bevinden in gebouwen, voertuigen, schepen, vliegtuigen, etc.

## Huisinstallatie
De elektrische installatie van een woning omvat naast het zich in de meterkast bevindende materieel van de verdeelinrichting, alle zaken die hierop zijn aangesloten zoals: buizen, kabels, leidingen, schakelaars, wandcontactdozen, verlichtingsarmaturen, machines, toestellen en al hetgeen nodig is om deze apparaten te voorzien van elektrische energie.
De huisinstallatie is aangesloten op het netwerk van een elektriciteitsleverancier. Dit netwerk, ook wel lichtnet genoemd, is op zijn beurt weer aangesloten op een elektriciteitscentrale.
De voedingskabel van de leverancier is aangesloten op de huisaansluitkast waarin zich een of meerdere hoofdveiligheden (hoofdzekeringen) bevinden. Van hieruit gaat de voeding via de kilowattuurmeter, die het energieverbruik meet, verder naar de verdeelinrichting (groepenkast). Hier wordt deze volgens de laatste normering op een hoofdschakelaar aangesloten, vervolgens gaat de elektrische energie door de aardlekschakelaars waarna deze wordt verdeeld in groepen welke worden beveiligd door middel van een smeltveiligheid of een installatieautomaat.
De kilowattuurmeter kan uitgevoerd zijn als dubbeltariefmeter, deze registreert apart de elektriciteit die overdag of 's nachts wordt afgenomen. Hiermee probeert de leverancier het verbruik te spreiden.

### Verdeelinrichting
Belangrijke onderdelen van de verdeelinrichting zijn:
- de hoofdschakelaar
- de aardlekschakelaar
- de smeltveiligheid of installatieautomaat
- de groepschakelaar
- de aardrail

## Aanleg
In woningen gebruikt men installatiebuis die meestal is weggewerkt in het beton of stucwerk. Bij deze zogenaamde inbouwinstallaties wordt overal waar een wandcontactdoos of schakelaar moet komen, een gat voor de dozen in de muur aangebracht. Het beste gaat dit door middel van een dozenboor. De sleuven voor de buizen worden doorgaans gemaakt met een muurfrees. De dozen worden vastgezet met wat gipspleister of mortel. Hierna worden de buizen op de dozen aangesloten en provisorisch bevestigd in de sleuf. Dit doet men door de buis vast te zetten met spijkers of wiggen. Daarna kunnen de sleuven definitief gedicht worden met gipspleister.
In bedrijfsruimten wordt de installatie meestal met metalen buizen (tegenwoordig vaak slagvaste hostalietbuizen) in zicht aangelegd. Ook bij huisinstallaties wordt de zogenaamde opbouwinstallatie toegepast zoals in kelders, schuren, zolders etc.

### Buizen
Een buizeninstallatie wordt zo veel mogelijk in rechte lijn aangelegd. Door het aantal bochten zo veel mogelijk te beperken zal het draadtrekken later soepel verlopen. Daar waar bochten moeten komen maakt men gebruik van een buigveer, zou men deze niet gebruiken dan knikt de buis. Het maximaal aantal bochten tussen de lasdozen is vier. Buizen in het zicht worden vastgezet met zadels (beugels). Vroeger was de maximale afstand tussen de zadels voor pvc-buizen maximaal 50 cm (verticaal en horizontaal) afhankelijk van lengte buis kan de beugel afstand variëren van 30 cm tot maximaal 50 cm. Bij metalen buizen is de maximale afstand één meter. Ook dient binnen een afstand van 10 cm van bochten, dozen en andere hulpstukken (sok, wandcontactdoos, schakelaar e.d.) een zadel te worden aangebracht. Dit geldt niet voor buizen die in de muur zijn weggewerkt, hier is een voorlopige bevestiging voldoende.

### Flex

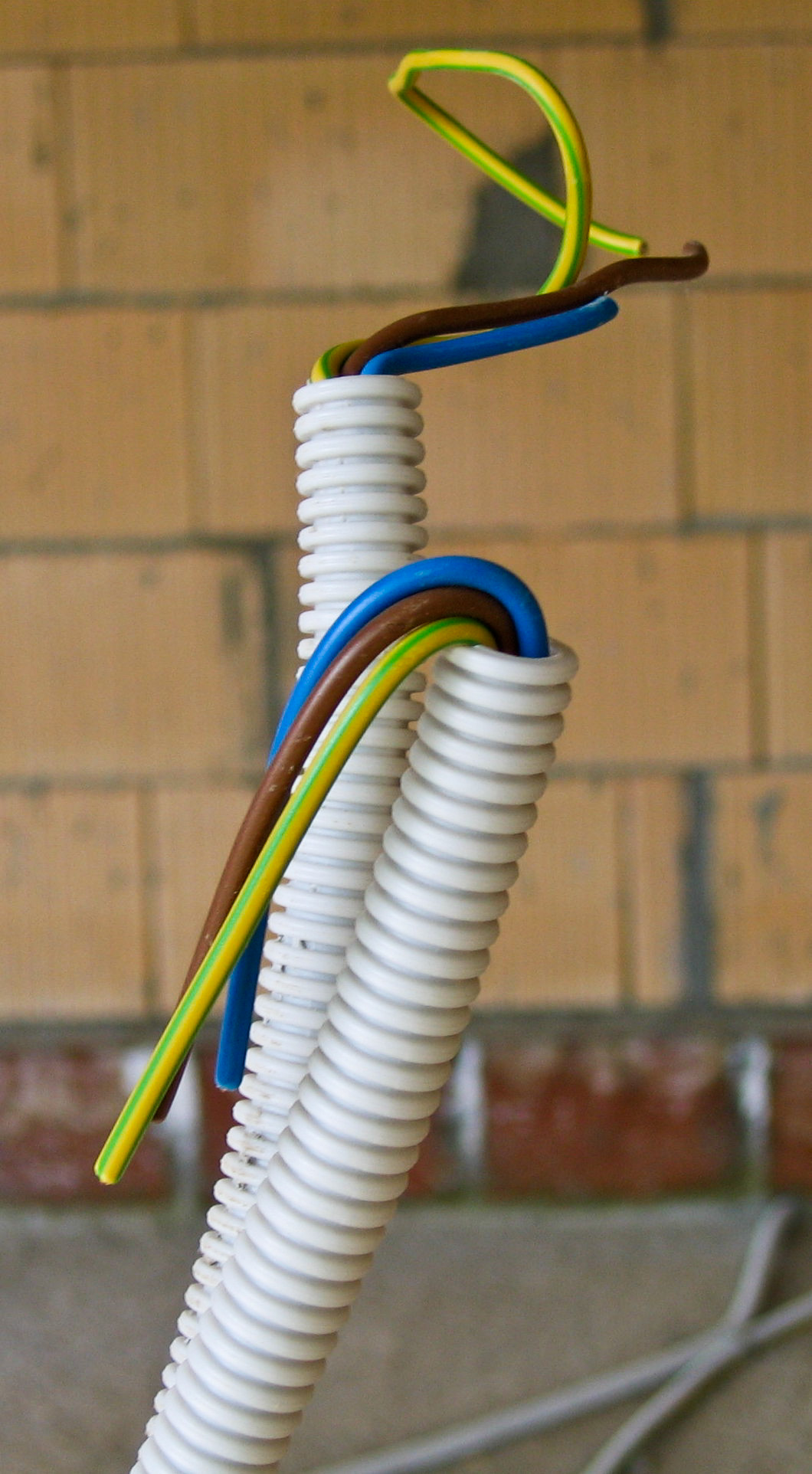
Flexibele buis

Bij inbouwinstallaties wordt tegenwoordig steeds vaker flexibele buis (kortweg "flex" genoemd) toegepast. Hierdoor hoeven er geen buizen meer geplooid te worden door middel van een buigveer, maar kan de buis gewoon in elke gewenste richting gebogen worden zonder dat deze knikt of breekt. Omdat het bij dit buistype moeilijker is om achteraf draden in te brengen is deze buis ook voorbedraad verkrijgbaar met de draden of kabels reeds in de buis. Er bestaat flex die voorzien is van bijna alle soorten bedrading of bekabeling, zoals UTP-kabel (voor internet, netwerken), coaxkabel (tv, internet), enz...

### Draden
Het trekken van de installatiedraad gebeurt nadat de buizen definitief zijn vastgezet. Voor weggewerkte buizen betekent dat het stucwerk in het ruw gereed moet zijn. Het draadtrekken doet men met z’n tweeën, één voert de draden in, de ander trekt de draden. Men maakt hierbij gebruik van een trekveer. Bij voorkeur wordt de draad ingevoerd bij de veelal lager gemonteerde dozen voor wandcontactdozen en schakelaars zodat men in een ergonomische lichaamshouding aan de trekveer kan trekken vanuit de centraaldoos. De trekrichting dient in het verlengde van de buis te gebeuren zodat er zo min mogelijk wrijving ontstaat.

### Afmonteren
Na het draadtrekken kan begonnen worden met het afmonteren. Hierbij worden de schakelaars en wandcontactdozen aangesloten en gemonteerd, ook worden de draden in de lasdozen met elkaar verbonden. Bij het centraaldozensysteem bevinden alle verbindingen zich in de centraaldoos. Het met elkaar verbinden van de installatiedraden noemt men lassen. De te verbinden draden worden op de juiste lengte afgeknipt en voor een deel ontdaan van hun isolatie (strippen). Vervolgens worden ze, kleur op kleur, gelast door middel van een lasdop of lasklem. Bij de centraaldoos worden de nuldraad, eventueel aarddraad en één of meerdere schakeldraden naar buiten gevoerd en afgemonteerd met een kroonsteen zodat hier een lamparmatuur op aangesloten kan worden. Bij toepassing van een lasdop worden de draden eerst in elkaar gedraaid en op de juiste lengte afgeknipt, waarna men de lasdop op de gemaakte las draait. Bij de veel gebruikte lasklem worden de draden in de insteekopeningen geduwd.
Het toepassen van lasdoppen is arbeidsintensiever en vereist meer vakbekwaamheid, daarom gebruikt men tegenwoordig vrijwel uitsluitend lasklemmen.

## Regelgeving

### Regelgeving voor woningen in Nederland
- Een hoofdschakelaar is verplicht voor alle nieuwe installaties, en bij grote wijzigingen aan bestaande installaties;
- Alle groepen met hierop aangesloten contactdozen tot 20 A voor algemeen gebruik en/of lichtpunten moeten achter een aardlekschakelaar zitten met een maximum van vier groepen per aardlekschakelaar;
- Alle apparaten met een aansluitwaarde van meer dan 2000 voltampère moeten een eigen groep hebben (voor bestaande installaties van 2005 of ouder geldt 3000 VA als grens);
- Wasmachine, droger, vaatwasmachine en oven moeten een eigen groep achter een aardlekschakelaar hebben. Dit geldt niet als de installatie uit een TN-stelsel gevoed wordt en de wasmachine of het fornuis vast aangesloten wordt[bron?];
- Er mogen alleen maar wandcontactdozen worden geïnstalleerd die voorzien zijn van een aardcontact. Deze verplichting  geldt alleen voor nieuw aangelegde elektrische installaties, of bij een ingrijpende uitbreiding van een bestaande installatie;
- Wandcontactdozen moeten worden aangesloten met installatiedraad van minimaal 2,5 mm2;
- Er is een maximum aan het aantal draden door één buis. 16 mm (5/8 inch) schuifbuis mag maximaal 3 × 2,5 mm2 + 2 × 1,5 mm2 VD of 2 × 2,5 mm2 + 3 × 1,5 mm2 VD bevatten. Voor 16 mm flexibele buis echter 1 stuks 1,5 mm2 VD minder.

### Regelgeving voor woningen in België
Deze vindt men terug in het AREI of Algemeen Reglement voor Elektrische Installaties.
- Alle regels liggen wettelijk vast in het AREI (de bijbel van de elektricien). Na de uitvoering van een elektrische installatie komt verplicht een onafhankelijk keuringsorganisme de installatie keuren. Indien de installatie is goedgekeurd, wordt een attest afgeleverd voor de netbeheerder. De netbeheerder zal dan op zijn beurt de aansluiting op het elektriciteitsnet maken.
- Een installatie, nieuw of gerenoveerd, wordt voorzien van een algemene differentieelschakelaar van 300 mA en een tweede van 30 mA voor de vochtige ruimtes & was- en vaatwasmachines, boilers. Deze wordt aangesloten NA de algemene differentieelschakelaar. Onder vochtige ruimtes verstaat men bvb kelders, badkamers, wasplaatsen e.d.
- Wasmachine, vaatwasmachine, boiler, oven en dergelijke meer moeten apart afgezekerd worden met een dubbelpolige automaat. De gebruikte automaten in België zijn minstens dubbelpolig. In andere landen worden éénpolige automaten gebruikt met een gemeenschappelijke nulklem.
- De installatie moet voldoende geaard worden. Alle stopcontacten en verlichtingspunten moeten geaard worden. Particuliere woningen mogen een maximum aardingsweerstand hebben van 30 ohm. Voor bedrijven is dat 10 ohm. Voor hoogspanningscabines maximum 1 ohm.

## Kleurgebruik
| fasedraad | L         | bruin                     | groen                 |
| fasedraden drie fasen | L1 L2 L3  | bruin, zwart en grijs     | groen, zwart en blauw |
| schakeldraad | T         | zwart of grijs **         | zwart                 |
| nuldraad | N         | lichtblauw                | rood                  |
| aarddraad | Aarddraad | tweekleurig groen en geel | grijs of wit          |
| koppeldraad voor rookmelders |           | oranje                    |                       |
| * Sinds 2001 hanteert de Europese Unie het harmonisatiedocument HD 308 S2:2001. ** De kleur bruin mag alleen in kabels als schakeldraad worden gebruikt; niet in los getrokken draad. *** De oude kleuren worden niet meer toegepast, maar zijn soms nog wel in (woning)installaties van voor 1970 aanwezig. |           |                           |                       |